# إيفان ماتفييفيتش فينوغرادوف
إيفان ماتفييفيتش فينوغرادوف (بالروسية: Ива́н Матве́евич Виногра́дов)‏ هو عالم رياضيات سوفييتي. يعتبر واحدا من رواد نظرية الأعداد التحليلية المعاصرة. كما كان شخصية مرموقة في مجال الرياضيات في الاتحاد السوفييتي.

## مساهماته في الرياضيات
في نظرية الأعداد التحليلية، تشير طريقة فينوغرادوف إلى تقنية أساسية لحلحلة معضلات تتعلق بالمجموع الأُسي.
{\displaystyle S=\sum _{p\leq P}\exp(2\pi if(p)).}
باستعمال هاته الطريقة هاجم فينوغرادوف في عام 1937 معضلات من قبيل حدسية غولدباخ الضعيفة (مستعملا مبرهنة فينوغرادوف) والمجال الخالي من جذور دالة زيتا لريمان.